# Skjebergs kommun
Skjebergs kommun (norska: Skjeberg kommune) var en kommun i Østfold fylke i sydöstra Norge. Kommunen omfattade den sydöstra delen av nuvarande Sarpsborgs kommun (ett område sydöst om staden Sarpsborg). Tätorten Skjeberg utgjorde kommunens centralort.

## Administrativ historik
Skjebergs kommun upprättades den 1 januari 1838 (som Skjeberg formannskapsdistrikt) när Formannskapslovene från 1837 trädde i kraft.
Den 1 januari 1968 överfördes ett bebott område (fastigheten Hagelund med åtta invånare) från Skjebergs kommun till Haldens kommun.
Den 1 januari 1992 gick Skjebergs kommun upp i Sarpsborgs kommun. Kommunens hade då 14 295 invånare.

## Kommunvapen
Blasonering: I blått en sølv skråbjelke dannet ved bredt tannsnitt.
(I blått fält en genom sågskura bildad balk av silver.)
Kommunvapnet godkändes genom kunglig resolution den 24 oktober 1986. Motivet är inspirerat av Østfoldraet, en ändmorän som går som en vattendelare genom Skjeberg från nordväst till sydöst. Sicksackmönstret kan beskriva de lager ändmoränen består av. Silver står för stenmassorna i ändmoränen medan blått står för sötvattnet innanför ändmoränen respektive saltvattnet utanför.